# Kazarka rdzawa
Kazarka rdzawa, kazarka (Tadorna ferruginea) – gatunek dużego ptaka wodnego z rodziny kaczkowatych (Anatidae). Nie jest zagrożony wyginięciem. Często hodowany w parkach i ogrodach w Europie jako ptak ozdobny. Nie wyróżnia się podgatunków.

## Zasięg występowania
Zamieszkuje wschodnią część basenu Morza Śródziemnego, Morze Czarne, pas w Azji Środkowej po Amur oraz północno-zachodnią Afrykę i Wyżynę Abisyńską. Tam gdzie woda nie zamarza osiadła, pozostałe populacje wędrowne. Zimuje w Dolinie Nilu, Azji Południowej i Południowo-Wschodniej oraz w Chinach. Sporadycznie pojawia się w Europie Środkowej i Zachodniej oraz zachodniej części Morza Śródziemnego, osiągając Maderę na Atlantyku.
W Polsce pojawia się regularnie (najczęściej latem i jesienią), aktualnie nielęgowy. Są to zwykle uciekinierzy z niewoli, choć niekiedy mogą tu też zalatywać ptaki dzikie. Zwykle obserwowane są pojedyncze osobniki, rzadziej stadka liczące kilka osobników. W czerwcu 2014 roku zaobserwowano stado 11 osobników na zbiorniku retencyjnym na rzece Wąglance przy wsi Miedzna Murowana (woj. łódzkie). Jedyne lęgi kazarki rdzawej odnotowano w latach 1988–1990 w centrum Wrocławia; para, które je wyprowadziła, urodziła się we wrocławskim zoo, ale uciekła po osiągnięciu lotności.

## Morfologia

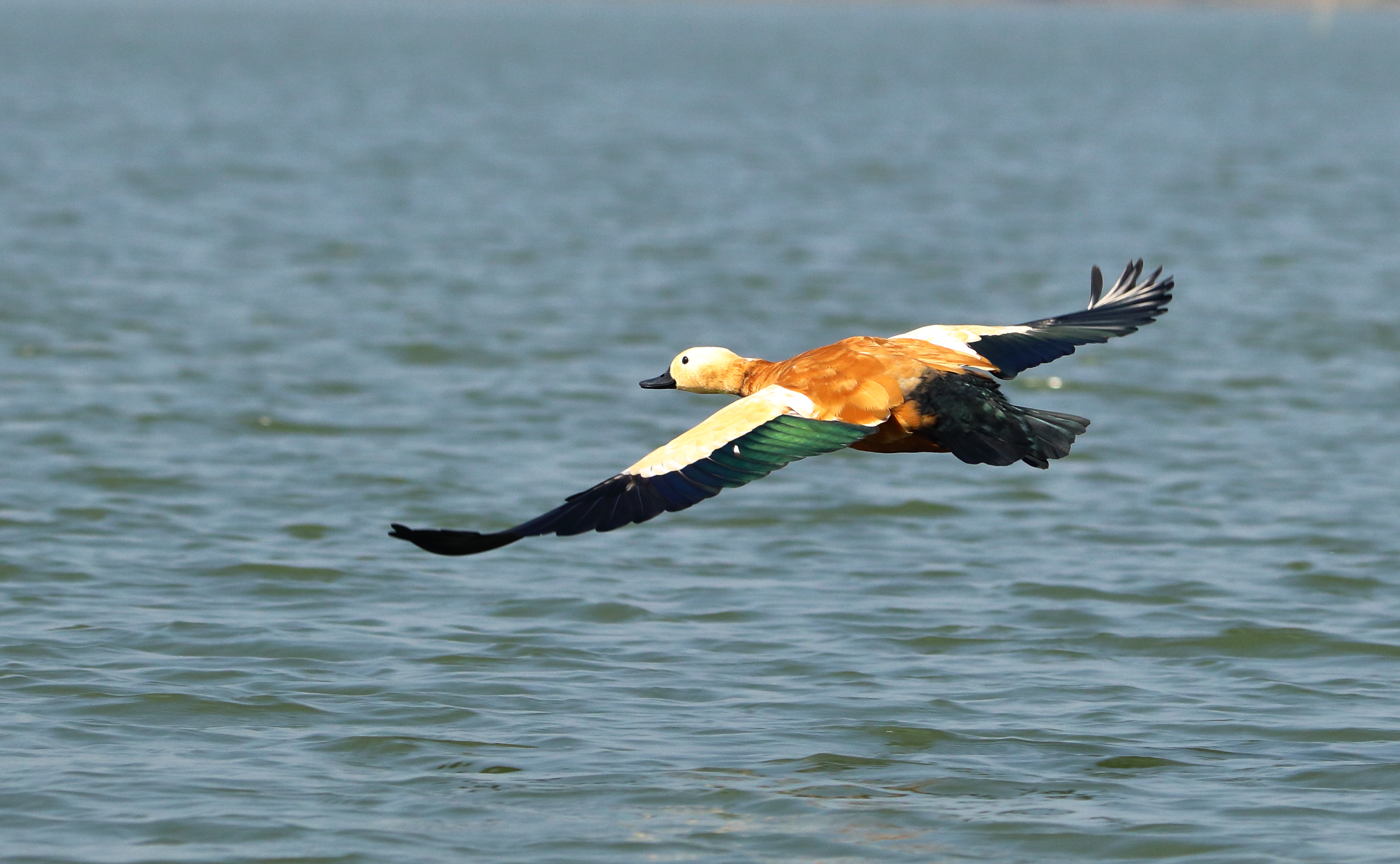
Kazarka rdzawa w locie

WyglądSamiec większy od samicy, ciało rdzawe, na szyi czarna obroża, głowa i szyja jaśniejsza, skrzydła białe, lusterko zielone, lotki I-rzędowe czarne, od spodu szare, ogon czarny. Dziób szary, nogi czarne. Samica mniejsza, bez obroży, z białawą głową. Samiec w upierzeniu spoczynkowym i osobniki młodociane podobne do samicy.
Wymiary średniedługość ciała ok. 61–67 cm
rozpiętość skrzydeł ok. 120–145 cm
masa ciała ok. 1000–1650 g

## Ekologia

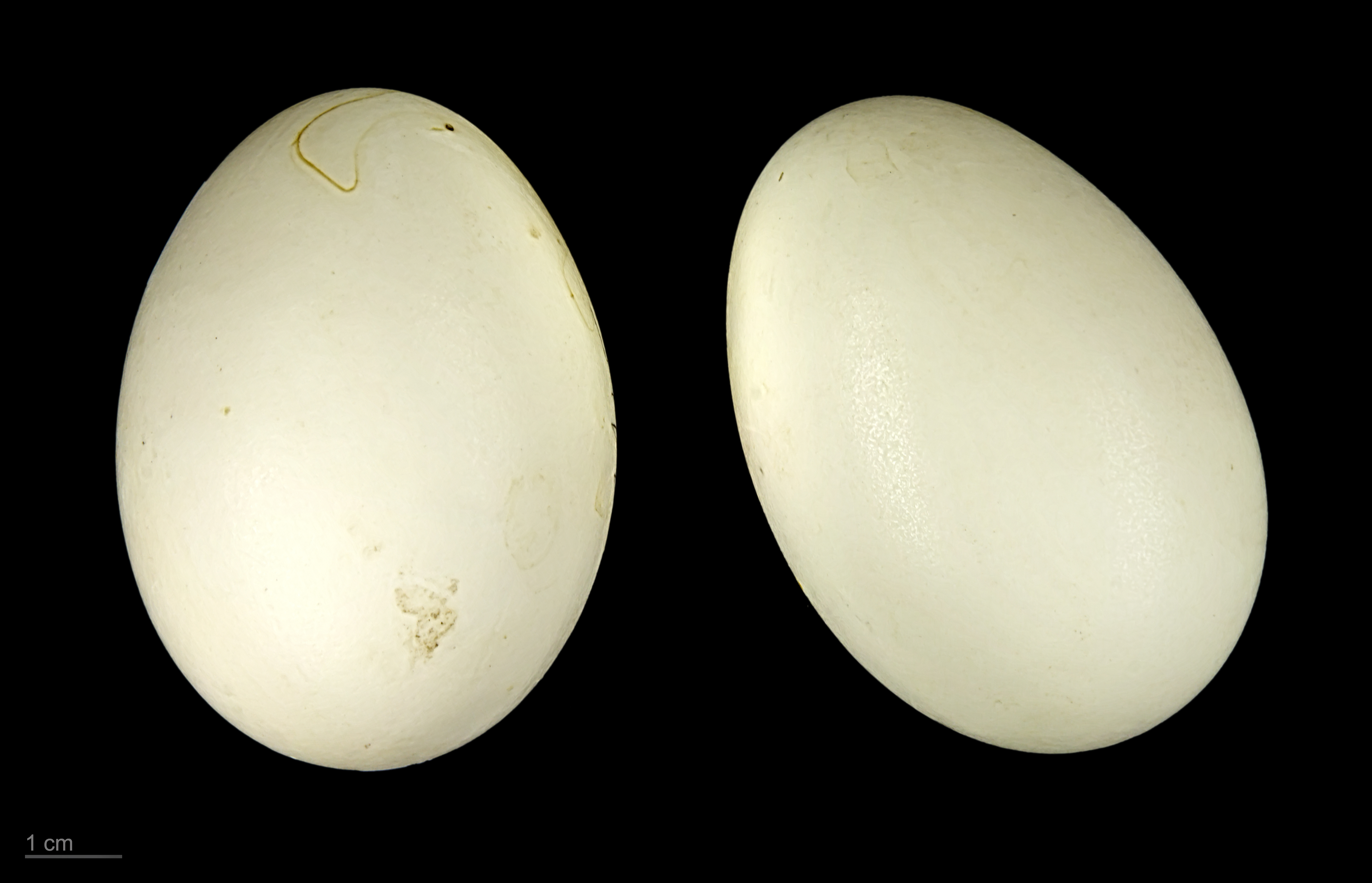
Jaja z kolekcji muzealnej

BiotopGłównie jeziora i rzeki w pasie stepów i półpustyń. W górach osiąga wysokość 4500 m n.p.m.
GniazdoW szczelinach, rozpadlinach, norach, dziuplach, szczelinach skalnych lub opuszczonych gniazdach ptaków drapieżnych.
JajaW ciągu roku wyprowadza jeden lęg, składając 8 do 12 kremowych jaj o średnich wymiarach 68×47 mm i średniej masie 83 g.
Wysiadywanie, pisklętaJaja wysiadywane są przez okres 27 do 29 dni przez samicę, podczas gdy samiec strzeże gniazda, a później bierze udział w opiece nad pisklętami. Pisklęta pierzą się po 55–60 dniach, lecz zazwyczaj pozostają z rodzicami do zimy.
PożywieniePokarm mieszany z przewagą roślinnego, zdobywany zarówno na lądzie, jak i w wodzie.

## Status i ochrona
W Czerwonej księdze gatunków zagrożonych Międzynarodowej Unii Ochrony Przyrody kazarka rdzawa nieprzerwanie od 1988 roku klasyfikowana jest jako gatunek najmniejszej troski (LC – Least Concern). Liczebność światowej populacji, według szacunków organizacji Wetlands International z 2015 roku, mieści się w przedziale 170–220 tysięcy osobników. Globalny trend liczebności populacji nie jest znany.
Ptaki te są hodowane w warunkach półnaturalnych w ukraińskim rezerwacie doświadczalnym „Askania Nowa” na północ od Krymu; część tam wyhodowanych ptaków odlatuje i zasila dzikie populacje na Ukrainie i w innych krajach.
W Polsce kazarka rdzawa podlega ścisłej ochronie gatunkowej.